# Plaine de la Marana
| \| Plaine de Marana Bastia Borgo \| Localisation de la plaine de Marana en Haute-Corse. |
| Plaine de Marana Bastia Borgo                                                           |

La plaine de la Marana est située au sud de Bastia en Corse, dans le département de la Haute-Corse.

## Géographie

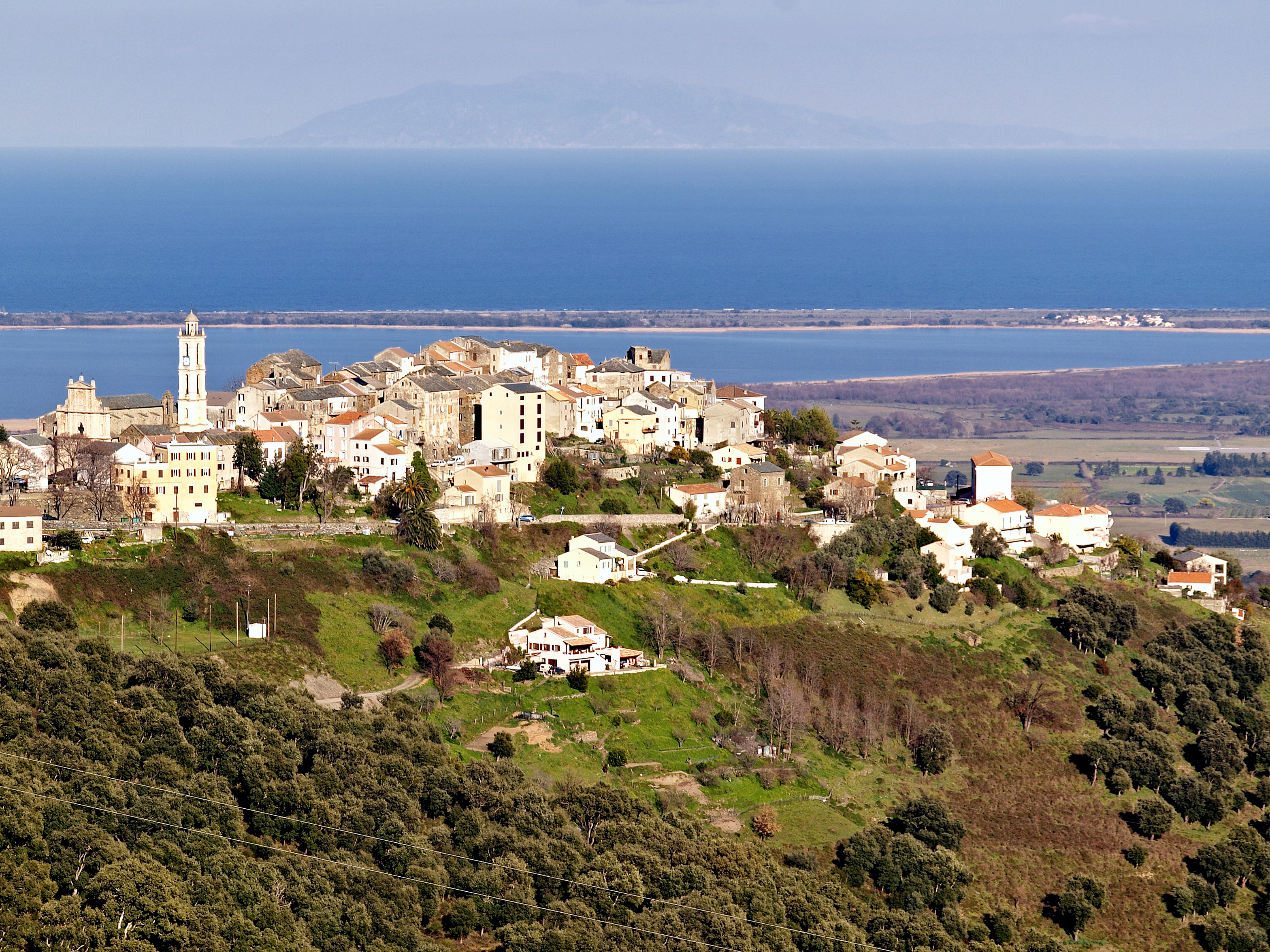
Le village de Borgo, l'étang de Biguglia, le lido et l'île d'Elbe.

### Situation
La plaine de la Marana est confinée entre de moyennes montagnes à l'ouest qui dominent la plaine orientale de l'île et le lido de la Marana à l'est.
Elle se caractérise par son étang, l'étang de Biguglia, qui est séparé de la mer Tyrrhénienne par un cordon littoral de 11 km de long, le lido de la Marana.

### Géologie et relief
C'est une plaine alluviale formée par le remaniement marin des alluvions du Golo, le plus grand fleuve de Corse. Elle couvre les "plaines" des communes de Furiani, Biguglia, Borgo et Lucciana.
Le territoire est composé de :
- l'étang de Biguglia ou Chiurlinu est le plus vaste étang côtier de Corse. Il est le réceptacle de cinq cours d'eau dont le plus important est le Bevinco. Il joue un rôle de filtre naturel entre le bassin versant et la mer. Depuis 1994 il est devenu la Réserve naturelle de l'Étang de Biguglia. La pêche artisanale y est pratiquée.
- le lido de la Marana est un long bandeau de sable fin qui s'étend de Furiani à l'embouchure du Golo. C'est devenu une zone urbanisée et touristique.
- la partie occidentale de la plaine est un morcellement de terrains agricoles où se pratiquent les cultures maraîchères, l'arboriculture et le pastoralisme (ovins et bovins).

### Composition
De nos jours, la plaine de la Marana est constituée des territoires de l'ancienne piève de Marana et de celle d'Orto, à l'exclusion de Bastia.
Au XVIe siècle, Mgr Giustiniani évêque de Nebbio, en faisait la description suivante : 

« [...] Puis vient la piève de Mariana, qui compte trois cents feux. Elle avait précédemment quatre villages, Borgo, Lucciana, Vignale et Serra. Il n'en existe plus que trois ; celui de Serra est aujourd'hui abandonné, et même la population de Lucciana a beaucoup diminué. Il y a dans cette piève un couvent de Frères Mineurs et des bains médicinaux. Le pays produit beaucoup de blé, de l'orge, des fèves, du millet et d'excellents fromages. Vient ensuite la piève d'Orto qui est presque ruinée ; elle renferme trois cent quarante feux. Dans cette piève se trouve Biguglia  avec un couvent de Frères Mineurs, [à peu près abandonné. Les Religieux allèguent pour raison l'insalubrité de l'air, mais je crois plutôt qu'ils abandonnent peu à peu leur couvent, parce que le village de Biguglia qui l'entretenait, est aujourd'hui réduit à la dernière pauvreté] . Avec Biguglia, il y avait encore dans cette piève Furiani, Belgodere, Soverta, la Vetrice et la Corbaia ; de nos jours, tous ces villages ont à peu près disparu. »

— Mgr Giustiniani in Dialogo nominato Corsica, traduction Lucien Auguste Letteron in Histoire de la Corse, Description de la Corse - Tome I, p. 47

## Histoire
La plaine de la Marana était occupée depuis l'antiquité. La cité de Mariana était alors une colonie romaine fondée en Corse par Marius en 93 av. J.-C..
La cathédrale de la Canonica et l'église San Parteo voisine, toutes deux d'architecture romane du XIIe siècle, sont situées au sud de la plaine et de l'aérodrome de Bastia-Poretta. 
Jusqu'au milieu du siècle dernier, la plaine de la Marana était une zone paludique importante. Les cas de paludisme étaient fréquents en raison des moustiques qui pullulaient dans les marécages. L'intervention des Américains à la fin de la Seconde Guerre mondiale par des pulvérisations de DDT a permis d'éradiquer la malaria en Corse. 

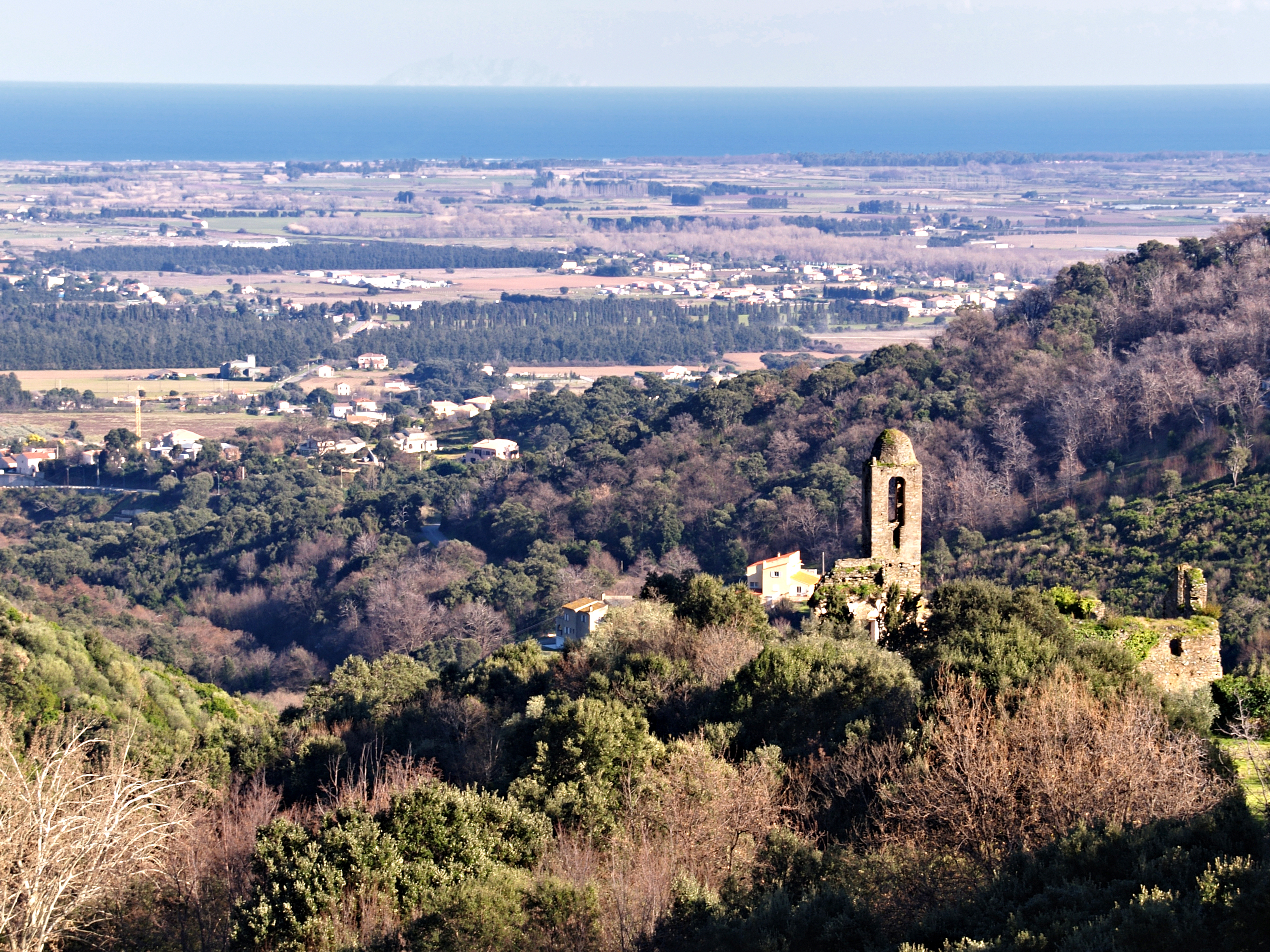
Vestiges du couvent Saint-François à Lucciana.